# Centaurea patula
Centaurea patula — вид рослин роду волошка (Centaurea), з родини айстрових (Asteraceae).

## Опис
Однорічна рослина. Число хромосом x=7.

## Середовище проживання
Поширений у Туреччині (Анатолія) й Ірані.